# Nissan R391

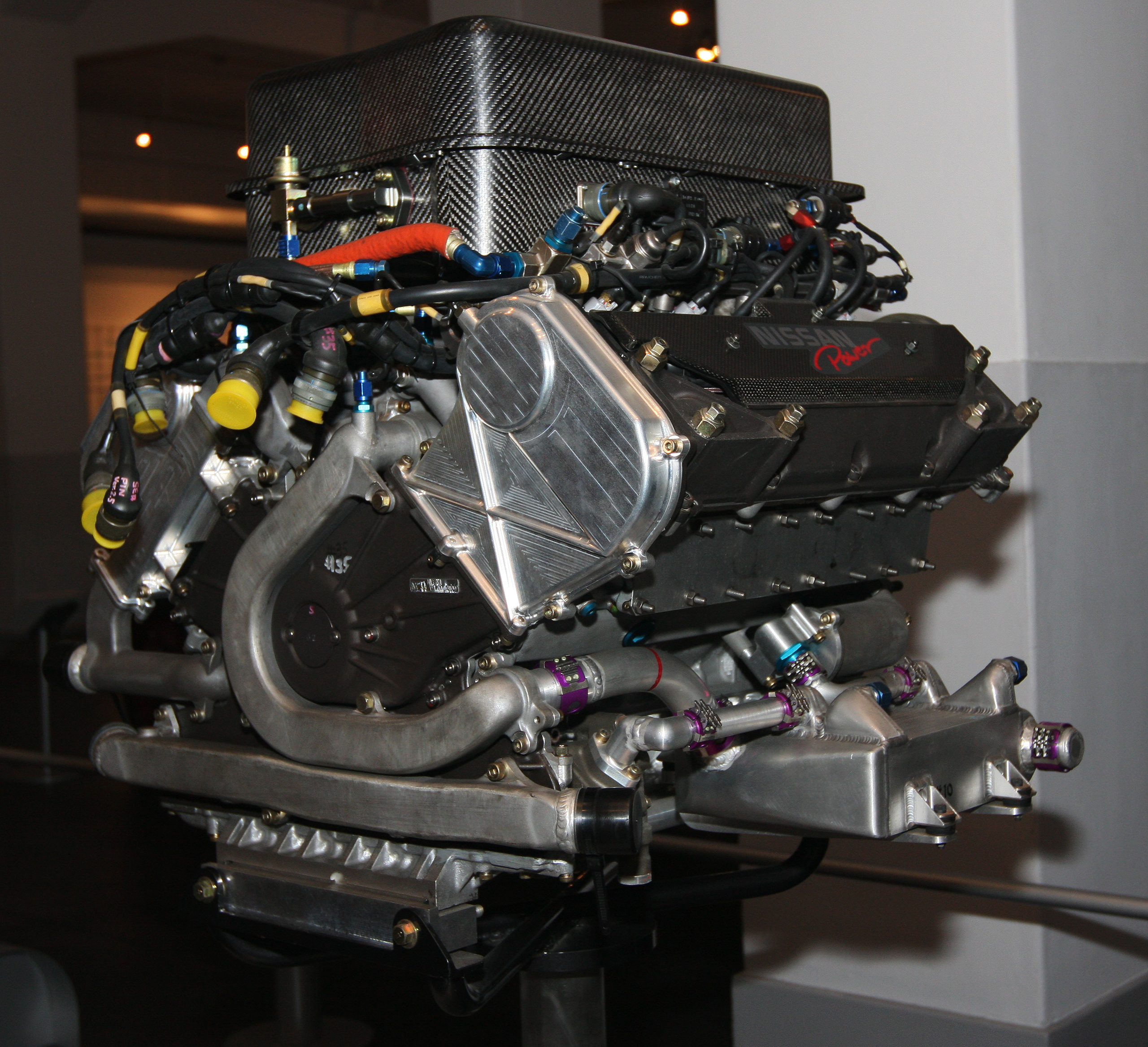
Der VRH50A-V8-Saugmotor des R391

Der Nissan R391 war der Prototyp eines Rennsportwagens, den Nissan und dessen Motorsportabteilung Nismo für das 24-Stunden-Rennen von Le Mans 1999 bauten. Er ersetzte den R390 GT1, der nicht mehr dem Reglement für die serienbasierte Klasse entsprach.

## Geschichte
Nach Nissans Rückkehr in die Sportwagenmeisterschaften 1995 kletterte die Motorsportabteilung Nismo langsam die Leiter der Klassen hoch und erreichte schließlich die höchste Klasse Le Mans Prototype. Nismo begann 1995 mit dem Skyline GT-R und entwickelte 1997 den R390 GT1, der tatsächlich so nah wie möglich an einem Prototyp war, aber immer noch eine Straßenzulassung besaß.
Durch die massiven Regeländerungen in der GT-Klasse 1999 war es vielen großen Herstellern nicht mehr möglich, homologierte Sonderfahrzeuge zu bauen, die einem Prototyp ähnlicher sahen als einem echten GT. So beschränkten sich Mercedes-Benz, Toyota, Panoz, BMW und Audi auf die Prototypenklasse und bauten entweder Wagen mit offenem Cockpit oder solche mit geschlossenem Cockpit, die eigentlich Ableitungen der früheren GT-Wagen waren. Nissan meinte, dass ein gesondert entwickelter Prototyp einem weiterentwickelten GT überlegen sein müsste, entschied sich für einen Wagen mit offenem Cockpit.
Nissan wandte sich an die in Großbritannien ansässige Firma G-Force Technologies, die den R391 entwarfen und bauten. Nigel Stoud kümmerte sich um die Konstruktion. Ebenfalls ging Nissan eine Partnerschaft mit einem langjährigen Kunden für gebrauchte Werksrennwagen, Courage Compétition, ein. Teil des Vertrages zwischen den beiden war die Lieferung des aufgeladenen 3,5 l-V8-Motors VRH35L (der vom R390 GT1 übriggeblieben war) an Courage zum Einsatz in deren eigenem Prototyp, während Nissan im Gegenzug von Courage zum Einsatz im neuen R391 beraten wurde. Nissan kaufte auch ein Courage-C52-Fahrgestell für das eigene Rennteam, falls die Mechanik des neuen R391 Schwierigkeiten machen sollte, nachdem Le Mans ja das erste Rennen mit dem neuen Fahrzeug war.
Nissan beschloss, dass der R391 eine neue Version der VH-Maschine bekommen sollte, die keinen Turbolader mehr besaß, wie noch der VRH35L. Stattdessen gab es einen neuen Saugmotor, den VRH50A. Mit seinem größeren Hubraum von 5,0 l überwand der Motor den Verlust des Turboladers und bot immer noch die Vorteile der ursprünglichen VRH35L-Konstruktion.

## Rennergebnisse
Nissan wollte die beiden R391 zusammen mit dem Courage C52 (noch mit dem älteren VRH35L-Motor) beim 24-Stunden-Rennen von Le Mans 1999 einsetzen. Bei den offiziellen Probeläufen für Le Mans im Mai erreichten die R391 die zehnt- und die dreizehntbeste Zeit und schlugen damit einige Wagen von Mercedes-Benz, Audi und BMW, konnten aber nichts gegen Panoz und ihren Erzrivalen Toyota ausrichten.
In der Qualifikation waren die Nissan ebenfalls schnell; ein Wagen wurde Zwölfter. Der zweite Wagen, pilotiert von Eric van de Poele, hatte einen Unfall im ersten Qualifikationslauf, sodass er nicht mehr instand zu setzen war. Van de Poele erlitt einen Wirbelbruch bei diesem Unfall, erholte sich aber wieder davon. So musste Nissan mit nur einem R391 zum Rennen antreten.
Während des Rennens konnte sich der verbleibende R391 durch das ganze Feld bis zur vierten Position vorarbeiten, aber nach nur 110 Runden musste der Wagen mit einem elektrischen Problem am Motor aufgeben. Nissans verbleibender Wagen mit Courage-Fahrgestell und dem älteren V8-Motor konnte das Rennen auf einem respektablen achten Platz beenden. Dies wurde noch vom Wagen von ‚’Courage Compétition’’ übertroffen, der – ebenfalls mit dem älteren Nissan-V8-Turbo ausgerüstet – Gesamt-Sechster wurde, acht Runden vor dem Nissan-Werkswagen.
Später in diesem Jahr wurde der R391 nochmals in einem Rennen eingesetzt, dem 1000-km-Rennen von Fuji, das vom Automobile Club de l’Ouest (ACO), dem Ausrichter des Le-Mans-Rennens, ausgeschrieben wurde. Die Gewinner dieses Rennens sollten automatisch einen Startplatz im nächsten 24-Stunden-Rennen von Le Mans bekommen. Obwohl das Rennen hauptsächlich von japanischen Teams beschickt wurde, sodass andere große Werksteams fehlten, sah sich Nissan doch dem Erzrivalen Toyota gegenüber, der seinen GT-One einsetzte, einen Wagen, der den R391 in Le Mans geschlagen hatte. Beide Teams nannten nur jeweils ein Auto, aber Nissan behielt die Oberhand; der R391 schlug den GT-One um nur eine Runde, was Nissan in der japanischen Sportwagenszene große Meriten verdiente.

## Rückzug
Obwohl Nissan durch den Sieg in Fuji automatisch einen Startplatz im 24-Stunden-Rennen von Le Mans 2000 hatte, entschied die Geschäftsleitung, dass das Motorsportprogramm nicht mehr die hohen Kosten wert war, insbesondere, weil Nissan unter dem neuen Chef Carlos Ghosn neu strukturiert werden sollte. Da in der Sportwagenkonkurrenz seit 1995 nur ein einziger Sieg errungen werden konnte, entschloss man sich, das R391-Projekt Anfang 2000 zu beenden, sodass Nissan nur noch im JGTC engagiert war. Nissan gab damit den für Le Mans errungenen Startplatz auf.
Erst 2005 kehrte Nissan in die Sportwagen-Rennszene zurück, als sie das britische Sportwagen-Rennteam Rollcentre Racing mit einem modifizierten V6-Turbo-Motor für die Le-Mans-Endurance-Serie 2005 und das 24-Stunden-Rennen im gleichen Jahr unterstützen wollten. Die Maschine erwies sich aber nicht als erfolgreich und Nissan zog sich ganz schnell wieder aus dem Programm zurück.